# 5143 Heracles
5143 Heracles eller 1991 VL är en Apollo-asteroid och ett jordnära objekt av asteroidtyp O. Den upptäcktes 7 november 1991 vid Palomarobservatoriet av den amerikanska astronomen Carolyn S. Shoemaker. Den är uppkallad efter Herakles i den grekiska mytologin.
Heracles omloppsbana sträckers sig från Merkurius ut till Asteroidbältet och korsar därmed jordens omloppsbana. Den hotar dock idag inte jorden. De närmaste hundra åren kommer den att komma som närmast 2039, då den kommer att befinna sig på ett avstånd av 8 639 000 kilometer, vilket är drygt 23 gånger avståndet till månen.

## Måne
Den 10 december 2011 upptäckte P. A. Taylor, M. C. Nolan och E. S. Howell med hjälp av Arecibo-observatoriet i Perto Rico att Heracles har en måne. Den har en diameter på 600 meter och befinner sig på ett avstånd av 4 kilometer från Heracles. Den gör ett varv runt Heracles på 15,5 timmar.